# Ascham (Gemeinde Neukirchen)
Ascham ist ein kleiner Ort im Oberpinzgau im Land Salzburg, und gehört zur Gemeinde Neukirchen am Großvenediger im Bezirk Zell am See.

## Geographie
Ascham liegt etwa 1 Kilometer südöstlich (salzachauswärts) von Neukirchen, am rechten – südlichen, schattseitigen – Ufer der Salzach auf um die 850 m ü. A. Der Ort befindet sich an der Mündung des Aschbachs, der von der Wildalm kommt, vom nördlichen Ende des Bergzugs, der Untersulzbachtal und Habachtal trennt (Großvenedigergruppe der Venedigergruppe).
Die Ortslage um die Gehöfte Unter-Ascham und Ober-Ascham umfasst um die 15 Adressen, zusammen mit den Gehöften Bärngarten (2 Adressen Bämgartgasse) talsauswärts, und Preimis taleinwärts auf der anderen Bachseite (3 Adressen Preimisbauer).
Ascham ist von Neukirchen (Bahnhof) über die Aschamer Salzachbrücke erreichbar.
Die Gehöfte hatten zwei Almen, die Aschamalm in Obersulzbachtal, im hinteren Tal (Wirtshaus Postalm), und die Aschamalm in Untersulzbachtal am Talschluss desselben, heute Jagdhütte.
| Neukirchen Neudau |                                             | Mitterhohenbramberg             |
| Tratten           | Kompassrose, die auf Nachbargemeinden zeigt | Schönbach (Gem. Bramberg a.Wk.) |
| Wildalm           |                                             | Habachtal (Gem. Bramberg a.Wk.) |